# راي فلين
راي فلين (بالإنجليزية: Ray Flynn)‏ هو منافس ألعاب قوى أيرلندي، ولد في 22 يناير 1957 في Longford ‏ في جمهورية أيرلندا.

## وصلات خارجية
- راي فلين على موقع الاتحاد الدولي لألعاب القوى (الإنجليزية)
- راي فلين على موقع أوليمبيديا (الإنجليزية)